# Восточные сладости
Восточные сладости — термин, которым обозначаются два смежных понятия.
1) Совокупность всех сладостей национальных кухонь стран Азии, Магриба и иногда Балкан.
2) В Советском Союзе: совокупность кавказских, среднеазиатских и еврейских сладостей, которые производились в СССР промышленным путём.

Примеры
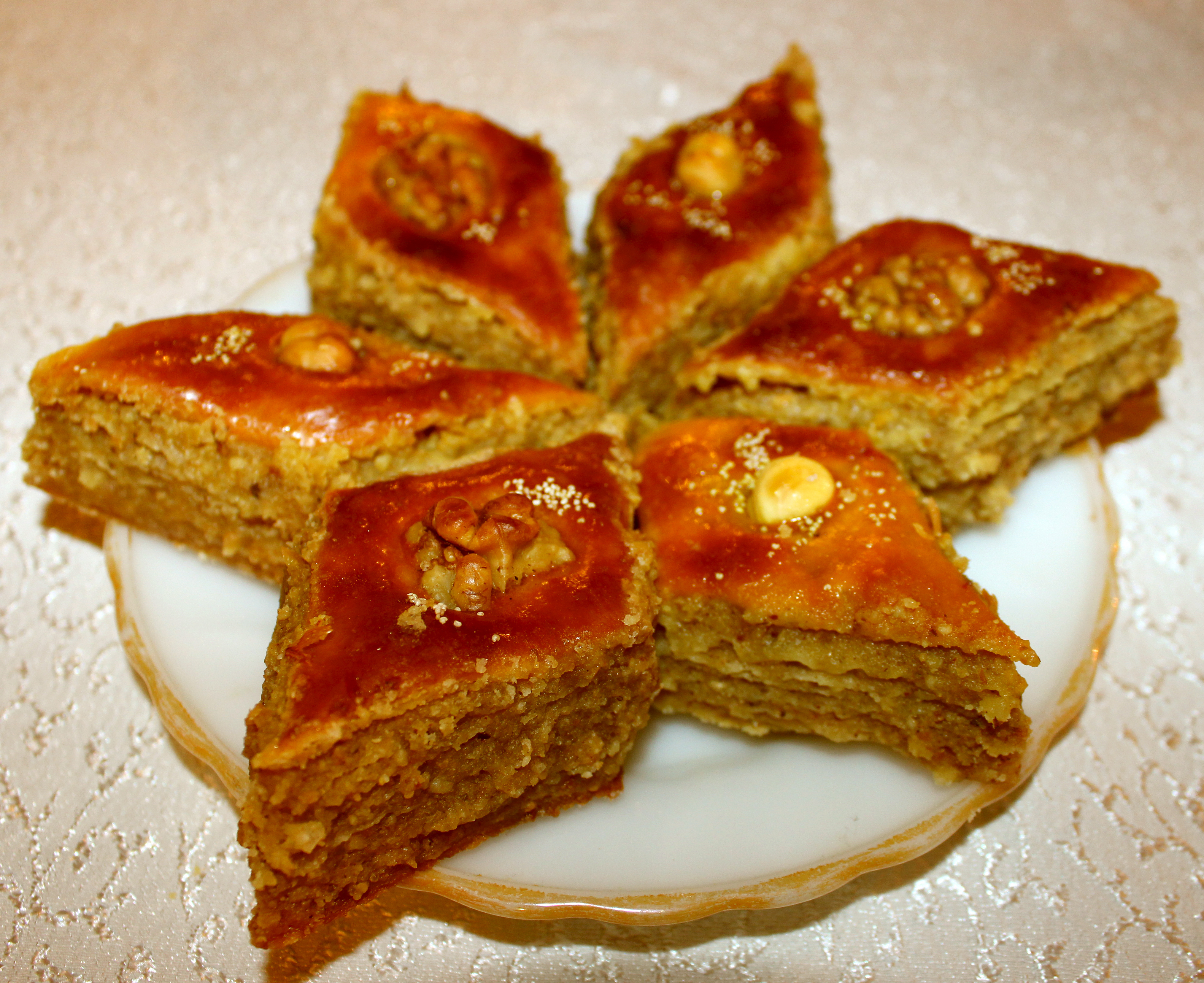
Пахлава
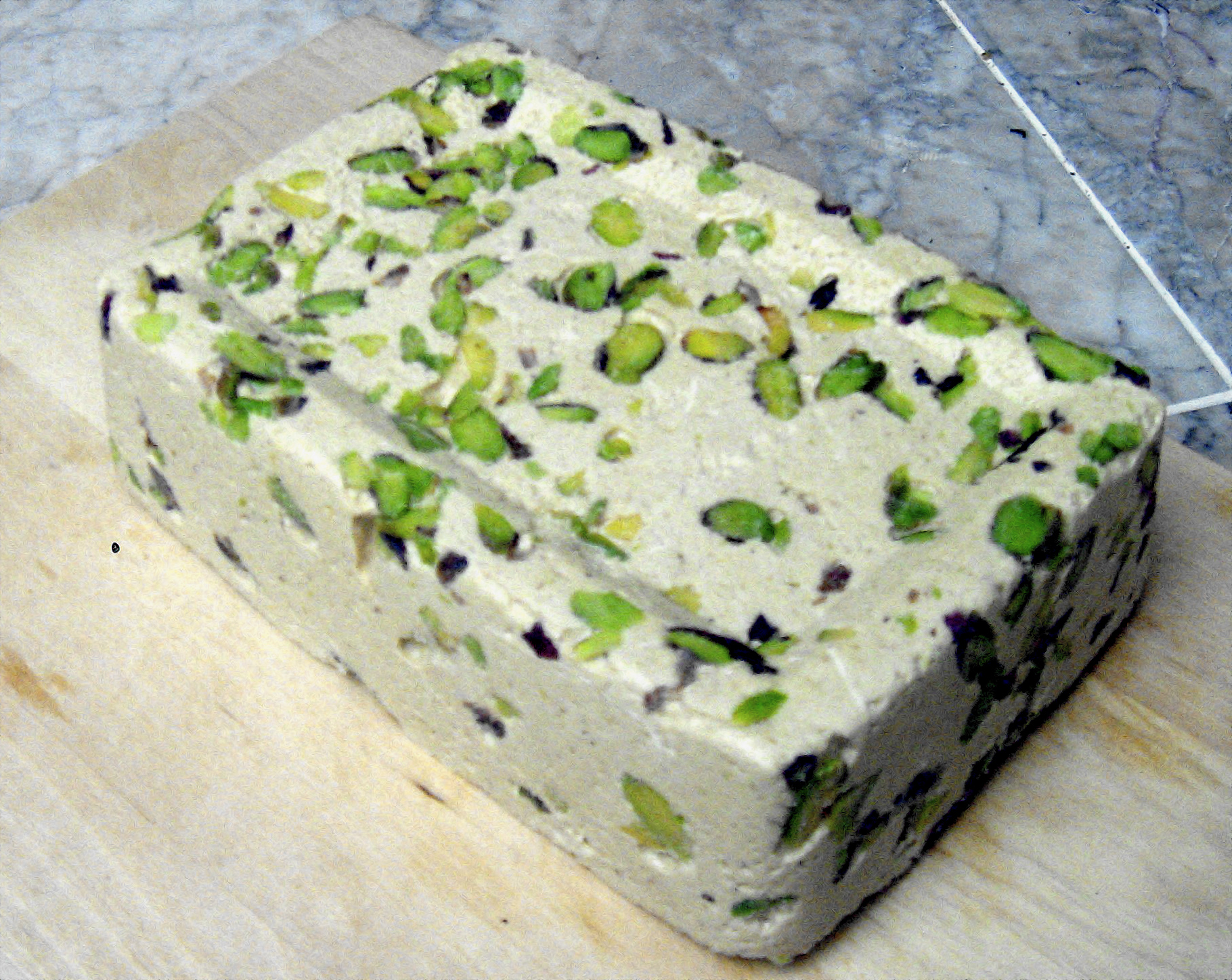
Халва
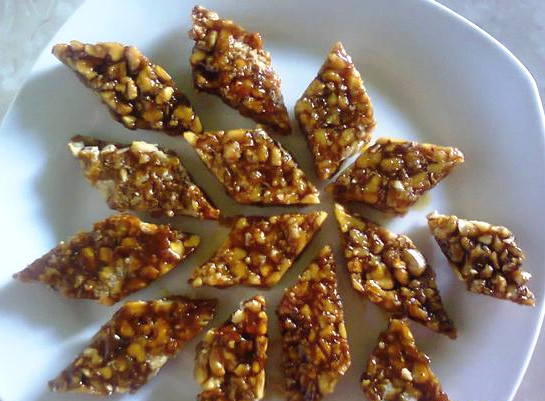
Козинаки

## Восточные сладости в СССР
До революции 1917 года такие сладости производились, в основном, кустарно, в небольших мастерских соответствующих регионов Российской империи. После революции постепенно был взят курс на замену мелких частных мастерских, основанных на применении ручного труда крупными государственными фабриками, основанными на применении труда машинного. Анастас Иванович Микоян, в период своего пребывания на должности наркома пищевой промышленности СССР, обратил внимание на восточные сладости; после чего началось развёртывание их массового промышленного выпуска.
Первые известные официальные сборники рецептур вышли в 1937—1939 годах. Рецептуры на некоторые виды мучных восточных сладостей были предоставлены для публикации Центральной лабораторией Московского треста хлебопечения. Была проведена унификация названий восточных сладостей (это было важно, так как разные народы Кавказа и Средней Азии одним словом, например щербет/шербет/сорбет, называли порой совершенно различные сладости), а также разработаны ГОСТы — Государственные стандарты производства для всех разновидностей. Многие восточные сладости, производились на заводах и фабриках своих «родных» союзных республик, (так, крупнейшими центрами производств мучных восточных сладостей являлись закавказские республики Азербайджан и Армения) но некоторые, наиболее популярные (например, халва), выпускались на кондитерских фабриках по всей стране.
Советский ассортимент восточных сладостей включал в себя далеко не все сладости, исторически существующие в странах Ближнего Востока, и совсем не включал сладости японские, китайские, индийские и так далее. В то же время, он всё равно был достаточно большим — около 50 наименований (а советский Торговый словарь насчитывал их даже более 170 видов). Существовала тенденция замены труднодоступных ингредиентов более доступными (например, фисташек на арахис, натурального мёда на сахарный сироп), но, в то же время, советские ГОСТы строго ограничивали использование сомнительных добавок. Наряду со сладостями, рецептура которых была максимально приближена к исторической, существовали интересные вариации на тему восточных сладостей, например, Ойла «Союзная», производство которой осуществляли хлебозаводы Москвы.
Предпринимались усилия по сохранению традиционных рецептов и адаптации их к промышленному производству. Так, в 1972-1980 гг. в СССР специалистами института ботаники АН Узбекской ССР и всесоюзного агропромышленного объединения "Союзлакрица" проводились работы по выращиванию растения Gypsóphila paniculáta (одного из разновидностей перекати-поле, длительное время использовавшегося населением Средней Азии для изготовления традиционных восточных сладостей). На склонах Кугитанг-Тау было создано опытное хозяйство, отработана технология выращивания и в 1980 году - получен первый урожай. Эксперимент был признан успешным (это растение можно было выращивать в сложных природно-климатических условиях на участках, не подходящих для выращивания традиционных сельскохозяйственных культур, однако общий объём собираемых корней был очень небольшим).

## Российская классификация восточных сладостей
Российское товароведение делит восточные сладости на три группы:

#### Мучные
Мучные восточные сладости отличаются высоким содержанием жира и пряностей.
Примеры: Армянский домашний хлеб, Курабье бакинское (персидское), Кята́ (ереванская, карабахская), Мюта́ки шамахи́нские, Назу́к сладкий, Нан багдадский, Пахлава (сдобная, слоёная, сухумская), Трубочки (миндальные, ореховые), Шаке́р луку́м, Шакер пури́, Шакер чурек, Югатерт.
Еврейские мучные сладости условно относят к восточным, хотя множество таких изделий принадлежит евреям-ашкеназам, проживающим в Центральной Европе. Примеры: Бисквит с корицей, Крендель с корицей, Зе́мелах, Ки́хелах ванильный, Штрудель с миндалём и изюмом, Те́йглах, Файн-кухен, Цукер-леках, Э́йер-ки́хелах.

#### Мягкие конфеты
Примеры: Алы́, Заливной миндаль, Колбаска сливочная, Нуга (изюмовая, лимонная и мандариновая сбивная, фруктовая с арахисом), О́йла союзная, Орех грецкий обливной, Раха́т-луку́м, Сливочное полено, Чурчхела (сахарная, фруктовая), Шаке́р но́хут, Щербет молочный.

#### Карамели
Примеры: Грильяж (миндальный, арахисовый, из фундука), Козинаки (подсолнечный, арахисовый, кунжутный, из грецких орехов, миндаля, фундука, с мёдом и без), Миндаль в сахаре, Но́гул кинзо́вый, Парварда́, Фешма́к, Шека́р пенды́р ванильный.